# Jan Lely
Jan Lely (Leiden 20 juni 1883 - Nootdorp 20 maart 1945) was een Nederlands waterbouwkundige. Hij was de oudste zoon van Cornelis Lely. Hij werkte, na zijn opleiding aan de TH te Delft, bij Rijkswaterstaat in verschillende functies..
Hij volgde in 1918 Isaac Lindo op als directeur van Gemeentewerken van Den Haag. Hij heeft in die periode zorg gedragen voor de verbouwing van de Koninklijke Schouwburg en ook de overeenkomst met het Haagse vervoerbedrijf HTM vorm gegeven. In 1930 volgde hij Johan Ringers op als directeur en hoofduitvoerder van de Maatschappij tot Uitvoering van Zuiderzeewerken (MUZ).
In 1935 heeft hij De Ingenieur een analyse geschreven over afwegingen tussen goederenvervoer over water en per spoor, dit naar aanleiding van een Belgische studie hierover.
Hij kwam bij een bombardement om het leven.
In 1933 werd hij benoemd tot ridder in de Orde van de Nederlandsche Leeuw.